# Lijst van beschermd erfgoed in Florennes
Onderstaande tabel geeft een overzicht van de beschermde erfgoederen in de gemeente Florennes. Het beschermd erfgoed maakt deel uit van het cultureel erfgoed in België.
| Object | Bouwjaar/architect | Deelgemeente | Adres               | Coördinaten                   | Nummer?                | Afbeelding                                                                          |
| --- | ------------------ | ------------ | ------------------- | ----------------------------- | ---------------------- | ----------------------------------------------------------------------------------- |
| Collegiale Sint-Gangulfuskerk (monument)                                                                                           |                    | Florennes    |                     | 50° 15' 3" NB, 4° 36' 12" OL  | 93022-CLT-0002-01 Info | Collegiale Sint-Gangulfuskerk (monument)                                            |
| Kasteel Beaufort: ensemble van de gebouwen, interieur en exterieur (monument)                                                      |                    | Florennes    |                     | 50° 15' 5" NB, 4° 36' 5" OL   | 93022-CLT-0003-01 Info | Kasteel Beaufort: ensemble van de gebouwen, interieur en exterieur (monument)       |
| Kapel van Onze-Lieve-Vrouw van Troost en twee omringende lindes (site)                                                             |                    | Hanzinne     | Rue des Combattants | 50° 18' 58" NB, 4° 32' 37" OL | 93022-CLT-0004-01 Info |                                                                                     |
| Kasteel van Morialmé (monument) ensemble van kasteel en omgeving (site)                                                            |                    | Morialmé     | Rue du Château 231  | 50° 16' 38" NB, 4° 33' 58" OL | 93022-CLT-0006-01 Info |                                                                                     |
| Kapel Saint-Oger (monument) ensemble gevormd door het gebouw en zijn omgeving (site)                                               |                    | Hanzinne     | Rue Saint-Oger      | 50° 18' 26" NB, 4° 32' 27" OL | 93022-CLT-0007-01 Info | Kapel Saint-Oger (monument)ensemble gevormd door het gebouw en zijn omgeving (site) |
| Kapel genaamd "Vieille Sainte-Barbe" (monument) ensemble gevormd door de directe omgeving, beperkt tot de kroon van de boom (site) |                    | Morialmé     |                     | 50° 16' 21" NB, 4° 33' 39" OL | 93022-CLT-0009-01 Info |                                                                                     |
| Marktplein van Hanzinelle (site)                                                                                                   |                    | Hanzinelle   | Place d'Hanzinelle  | 50° 17' 46" NB, 4° 33' 23" OL | 93022-CLT-0011-01 Info |                                                                                     |